# Sélibabi
Sélibabi är en stad i regionen Guidimaka i södra Mauretanien, belägen i regionens sydligaste del. Staden hade 26 420 invånare (2013). Den är huvudort för regionen Guidimaka.